# نباتات رينية
النباتات الرينية (الاسم العلمي:†Rhyniophytina) هي شعيبة منقرضة من النباتات الخضراء تتبع شعبة النباتات الوعائية.

## التصنيف
- شعيبة †النباتات الرينية
  - الطائفة †الرينيانية
    - رتبة †الرينيات
      - الفصيلة †الرينية
        - جنس †الرينيا

    - رتبة †شريطيات الفروع
      - فصيلة †شريطية الفروع
        - جنس †مشرَّطة الفروع